# Viviana Sofronitsky
Viviana Sofronitsky, in russo Вивиана Владимировна Софроницкая?, Viviana Vladimirovna Sofronickaja (Mosca, 1960), è una pianista russa naturalizzata canadese.

## Biografia
Nata a Mosca, nel seno della famiglia dell'illustre pianista russo Vladimir Sofronickij. Iniziò gli studi musicali presso la Scuola musicale centrale e ottenne il titolo di dottore nel Conservatorio di Mosca. Nell'Unione Sovietica lavorò con i primi ensemble allora attivi, 'Madrigal' e 'The Chamber Music Academy', diretti da Aleksej Ljubimov, oltre ad essere contemporaneamente in tournée come solista a Mosca, Leningrado, Kiev, Minsk, Sverdlovsk, ecc.
Nel 1989 si trasferì negli Stati Uniti dove lavorò presso l'Oberlin College, in Ohio. Nel 1990 andò a vivere in Canada, dove fece carriera a Toronto nello spettacolo e nella registrazione della sua musica, facendo coppia con vari membri dell'orchestra Tafelmusik. Fu una fondatrice e prima direttrice artistica delle serie “Concerti dell'Accademia”, di Toronto. Viviana Sofronitsky è cittadina canadese dal 1994.
Nel 1999 ottenne le lauree di performance storiche in clavicembalo, fortepiano e maestro di musica presso il Conservatorio musicale della città dell'Aia. Dal 2001 vive nella Repubblica Ceca, dove è sposata con il costruttore di fortepiano Paul McNulty, sui cui strumenti altamente pregiati esegue e registra un ampio repertorio da Carl Philipp Emanuel Bach a Liszt. Nel 2010 Sofronitsky è stata la prima pianista al mondo a registrare tutte le opere di Mozart per pianoforte e orchestra, su strumenti originali (PMC/ETCetera label). Nel 2017 è stata la prima ad esibirsi a Varsavia sulla prima copia esistente del pianoforte Buchholtz di Chopin.
Viviana è membro permanente dei festival internazionali di musica: «Utrecht Oude Muziek Festival» e Muziek Netwerk" (Paesi Bassi), «Leipzig Bach Festival», (Germania), «Klang& Raum Music Festival» Archiviato il 3 ottobre 2011 in Internet Archive. Irsee, (Germania), «Festival van Vlaanderen», (Belgio), «Brugge Early Music festival», (Belgio), «Berliner Tage für Alte Music» Archiviato il 6 gennaio 2012 in Internet Archive., (Germania), Bratislava Hammerklavier Festival, (Slovacchia), «Chopin Festival», (Polonia), Chopin festival, (Polonia), Tage Alter Musik Osnabruck, (Germania), «Midis-Minimes», (Belgio), «Oslo Chamber Music Festival», (Norvegia), «Vendsyssel Festival» , (Danimarca), «Piano Folia Festival», Le Touquet, (Francia), Printemps des Arts, Nantes, (Francia)

## Registrazioni
- Box di 11 CD di W.A. Mozart – Le prime opere per piano ed orchestra complete per la prima volta al mondo ed eseguite con gli strumenti originali, Fortepiano: Viviana Sofronitsky, Orchestra: Musicae Antiquae Collegium Varsoviense “Pro Musica Camerata”, Polonia. Anton Walter fortepiano (Paul McNulty)

- Felix Mendelssohn – Opere complete per violoncello e fortepiano, Fortepiano:Viviana Sofronitsky, Violoncello: Sergei Istomin, «Passacaille Musica Vera», Belgio.

- Opere per Piano e Orchestra  di Francizsek Lessel, Fortepiano: Viviana Sofronitsky, Orchestra: Musicae Antiquae Collegium Varsoviense “Pro Musica Camerata”, Polonia.

- Beethoven, Hummel, Neuling. Opere per fortepiano e mandolino. Fortepiano:Viviana Sofronitsky, Mandolino: Richard Walz, “Globe”, Paesi Bassi.

- Ludwig van Beethoven-Terzetto per clarinetto, violoncello e fortepiano op.11 e op.38 Viviana Sofronitsky con "Die Gassenhauer"; Fortepiano: Viviana Sofronitzki; Clarinetto: Susanne Ehrhard; Violoncello: Pavel Serbin, “Suoni e colori” Francia.

- Opere complete per violoncello e piano di Fryderyc Chopin, con Sergei Istomin, Passacaille. Fortepiani Conrad Graf, Pleyel (Paul McNulty)